# Aterpia sieversiana
Aterpia sieversiana is een vlinder uit de familie bladrollers (Tortricidae). De wetenschappelijke naam is voor het eerst geldig gepubliceerd in 1870 door Nolcken.
De soort komt voor in Europa.